# Mikołaj Gomólicki
Mikołaj Gomólicki (ur. 7 marca?/19 marca 1884 w Mińsku, zm. 2 lipca 1944 w Janaszowie) – pułkownik uzbrojenia Wojska Polskiego, działacz niepodległościowy, kawaler Orderu Virtuti Militari.

## Życiorys
Urodził się 19 marca 1884 w Mińsku, ówczesnej stolicy guberni mińskiej, w rodzinie Piotra, pułkownika armii rosyjskiej, i Olgi z Lisiewiczów. Podczas I wojny światowej został oficerem artylerii formowanej Armii Polskiej we Francji. 28 listopada 1918 roku, w stopniu majora, został dowódcą III grupy (dywizjonu) 1 pułku artylerii polowej. 2 kwietnia 1919 roku przejął od płk. Władysława Junga dowództwo 1 pułku artylerii polowej, który 1 września został przemianowany na 13 Kresowy pułk artylerii polowej. 
3 maja 1922 roku został zweryfikowany w stopniu pułkownika ze starszeństwem z dniem 1 czerwca 1919 roku i 41. lokatą w korpusie oficerów artylerii. Dowództwo pułku w Równem sprawował ponad sześć lat. Z dniem 9 lutego 1925 roku został odkomenderowany na dwumiesięczny kurs dla wyższych dowódców artylerii przy generalnym inspektorze artylerii. 2 października 1925 roku został przeniesiony do Szefostwa Artylerii Okręgu Korpusu Nr VII w Poznaniu na stanowisko zastępcy szefa. W 1926 roku komórka organizacyjna, w której pełnił służbę została wyłączona ze składu Dowództwa Okręgu Korpusu Nr VII i przemianowana na 7 Okręgowe Szefostwo Artylerii. Pułkownik Gomólnicki zachował w nim stanowisko zastępcy szefa. 22 marca 1929 roku został mianowany szefem 7 Okręgowego Szefostwa Uzbrojenia w Poznaniu. Później został przeniesiony do korpusu oficerów uzbrojenia. 26 marca 1931 roku został przeniesiony do Szkoły Zbrojmistrzów w Warszawie na stanowisko komendanta. Z dniem 31 marca 1933 roku został przeniesiony w stan spoczynku, a na stanowisku komendanta szkoły zastąpił go podpułkownik Karol Błaszkowicz. Zmarł 2 lipca 1944 roku w Janaszowie, w gminie Kłomnice.
22 lipca 1922 ożenił się z Marią Anielą z Siemiątkowskich (ur. 6 maja 1888), z którą miał syna Adama (ur. 29 sierpnia 1923).
9 września 1996 został patronem 13 Kostrzyńskiego pułku artylerii.

## Ordery i odznaczenia
- Krzyż Srebrny Orderu Virtuti Militari nr 2084
- Krzyż Walecznych trzykrotnie
- Medal Niepodległości – 20 lipca 1932 „za pracę w dziele odzyskania niepodległości”[13]
- Medal Pamiątkowy Wielkiej Wojny
- Medal Zwycięstwa